# Querfurt
Querfurt er en by i Saalekreis i den tyske delstat Sachsen-Anhalt. Den liggervest for Halle.

## Geografi
Til kommunen hører også landsbyerne
- Birkenschäferei,
- Fichtensiedlung,
- Gatterstädt,
- Gölbitz,
- Grockstädt,
- Grundmühle,
- Hermannseck,
- Kleineichstädt,
- Landgrafroda,
- Leimbach,
- Liederstädt,
- Lodersleben,
- Oberschmon
- Niederschmon (Schmon),
- Pretitz,
- Spielberg,
- Thomas-Müntzer-Siedlung,
- Vitzenburg,
- Weißenschirmbach,
- Ziegelroda
- Zingst.

## Historie
- 13. april 1621 var der en større bybrand, hvor 101 huse blev ødelagt.
- 1663 blev Querfurt residens for fyrstedømmet Sachsen-Querfurt.
- Fra 1816 til 1994 var den administrationsby for Landkreis Querfurt.

## Seværdigheder
- Burg Querfurt
- Markedsplads og rådhus
- Bymuren
- Arkæologipark med findestedet for Himmelskiven fra Nebra i den nærliggende by Nebra)